# Orange România
Orange România est un opérateur Internet et mobile roumain. L'entreprise est la filiale du groupe  Orange et a une forte activité dans la téléphonie mobile ainsi que dans l'internet haut-débit (fibre, satellite, LTE...).

## Histoire
En novembre 2020, Orange annonce l'acquisition de la participation de 54 % d'OTE dans Telekom Romania pour 268 millions d'euros. Les 46 % restant sont détenus par l'État roumain. OTE garde sa participation dans les activités mobile de  Telekom Romania, qui sont scindées des activités fixe acquises par Orange,.
Le 11 novembre 2020, la Cour de justice de l'Union Européenne tranche en faveur de l'autorité de protection des données roumaine, qui avait infligé une sanction à Orange pour avoir collecté et conservé des données personnelles de ses clients sans leur consentement "libre, spécifique, éclairé et univoque".

## Liste des fréquences radio utilisées
| MCC | MNC | Fréquence | Numéro de Bande | Protocole (Débit Descendant/Débit Montant)         | Classe | Notes                                                                            |
| --- | --- | --------- | --------------- | -------------------------------------------------- | ------ | -------------------------------------------------------------------------------- |
| 226 | 10  | 900 MHz   | 8               | GSM/GPRS/EDGE                                      | 2G     |                                                                                  |
| 226 | 10  | 1800 MHz  | 3               | GSM/GPRS/EDGE                                      | 2G     |                                                                                  |
| 226 | 10  | 900 MHz   | 8               | UMTS/HSPA/HSPA+ (21,6 Mbit/s/5,76 Mbit/s)          | 3G     |                                                                                  |
| 226 | 10  | 2100 MHz  | 1               | UMTS/HSPA/HSPA+/DC-HSDPA (43,2 Mbit/s/5,76 Mbit/s) | 3G     |                                                                                  |
| 226 | 10  | 800 MHz   | 20              | LTE (75 Mbit/s/37,5 Mbit/s)                        | 4G     |                                                                                  |
| 226 | 10  | 1800 MHz  | 3               | LTE (150 Mbit/s/50 Mbit/s)                         | 4G     | La vitesse de téléchargement peut être augmentée jusqu'à 300 Mbit/s par CA_3A_7A |
| 226 | 10  | 2600 MHz  | 7               | LTE (150 Mbit/s/50 Mbit/s)                         | 4G     | La vitesse de téléchargement peut être augmentée jusqu'à 300 Mbit/s par CA_3A_7A |